# El Paso de la Virgen
El Paso de la Virgen är en ort i Mexiko.   Den ligger i kommunen Tuzantla och delstaten Michoacán de Ocampo, i den södra delen av landet, 150 km väster om huvudstaden Mexico City. El Paso de la Virgen ligger 615 meter över havet och antalet invånare är 249.
Terrängen runt El Paso de la Virgen är huvudsakligen kuperad, men åt sydväst är den platt. El Paso de la Virgen ligger nere i en dal. Runt El Paso de la Virgen är det glesbefolkat, med 20 invånare per kvadratkilometer. Närmaste större samhälle är Tuzantla, 2,8 km söder om El Paso de la Virgen. I omgivningarna runt El Paso de la Virgen växer huvudsakligen savannskog.